# Горка (Житьёвское сельское поселение)
Горка (Горка-Арганова) — деревня в Сямженском районе Вологодской области.
Входит в состав Житьёвского сельского поселения, с точки зрения административно-территориального деления — в Житьёвский сельсовет.
Расстояние по автодороге до районного центра Сямжи — 11 км, до центра муниципального образования Житьёва — 6,5 км.
По переписи 2002 года население — 2 человека.